# Delta II (lớp tàu ngầm)
Tàu ngầm Đề án 667BD Murena-M (tiếng Nga: Проекта 667БД Мурена-М - Proyekta 667BD Murena-M) là loại tàu ngầm hạt nhân mang tên lửa đạn đạo do Liên Xô chế tạo. Với hệ thống phóng tên lửa D-9 có thể mang 16 tên lửa đạn đạo R-29D. NATO gọi loại tàu ngầm này là lớp Delta II.

## Thiết kế
Đây là loại tàu ngầm nâng cấp từ tàu ngầm Đề án 667B Murena có thể mang 16 tên lửa thay vì 12 như Đề án 667B. Tàu ngầm được thiết kế dài thêm 16 m phần còn lại không thay đổi nhiều trong cấu trúc. Ngoài ra động cơ tàu cũng đã được nâng cấp giảm rung cho tua bin để giảm tiếng ồn cũng như tăng công suất lên 55.000 shp. Phần mũi tàu và bánh lái cũng được thiết kế lại để có thể hoạt động hiệu quả hơn trong các vùng nước đóng băng dày.
Ngoài ra tàu ngầm cũng trang bị thêm hệ thống tái tạo không khí để tăng thời gian lặn. Cũng như loại tên lửa R-29D phát triển cho loại tàu ngầm này được kéo dài tầm bắn ra đến 9100 km, cũng như độ chính xác của đầu đạn hạt nhân được tăng lên giảm phạm vi sai lệch xuống còn 900 m.

## Sử dụng
Có 4 tàu thuộc lớp này được đưa vào biên chế và sử dụng năm 1975 và đến năm 1999 thì cả bốn chiếc được cho ra khỏi biên chế và ngừng hoạt động.